# Citroën C3 Pluriel
Pour les articles homonymes, voir Citroën C3.
La C3 Pluriel est une déclinaison cabriolet de la C3 I, produite de 2003 à 2010 par le constructeur automobile français Citroën. Elle peut être transformée en découvrable, pick-up ou spider.
La Pluriel a connu 3 "phases" :
- De 2003 à septembre 2005, la phase I
- De septembre 2005 à février 2008, la phase II
- De mars 2008 à juillet 2010, la Pluriel restylée (phase III)

## Description

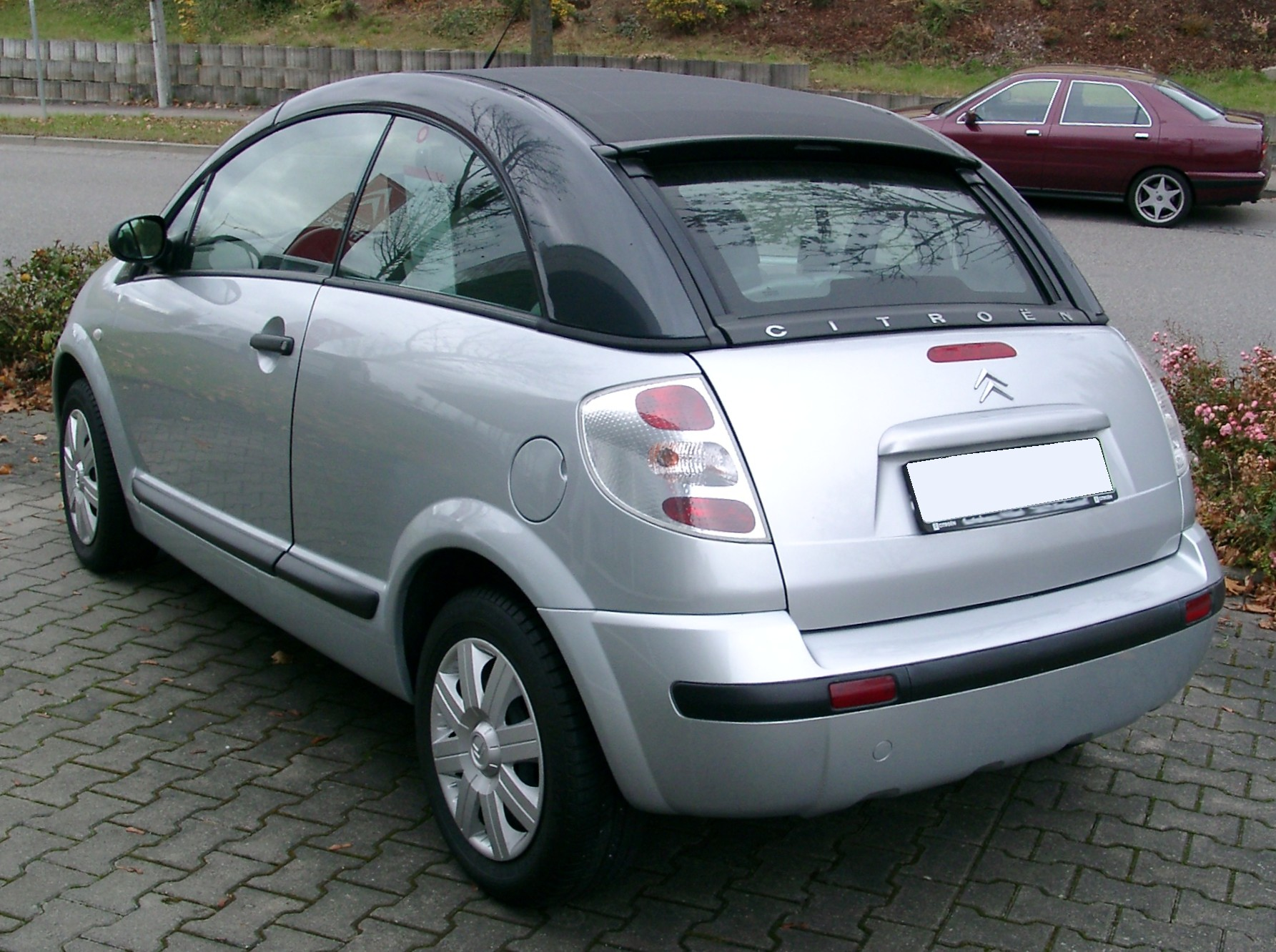
Citroën C3 Pluriel

Le modèle est développé comme un projet clef en main par Italdesign. Elle est présentée en 2002 au Mondial de l'Automobile de Paris et commercialisée dès mai 2003. La C3 Pluriel est uniquement produite à Madrid.

Le passage en mode cabriolet nécessite de nombreuses manœuvres pour ôter les arches de toit de 12 kg chacune qui ne sont pas logeables à l'intérieur de la voiture ni dans le coffre. Il est donc impossible une fois découvert de faire face à une averse ou un orage. En revanche, la C3 Pluriel peut être facilement utilisée avec le toit ouvert. En l'absence de montant central, les passagers ont une agréable sensation de rouler en découvrable.
En option (difficile à trouver), il existe un couvre-tonneau, qui permet de partir loin sans les arches, et de couvrir la voiture lorsqu'elle est à l'arrêt.
Le fonctionnement du toit en toile est électrique, mais pour le passage à la position spider, la dépose manuelle des arches de toit est nécessaire. La C3 Pluriel est disponible avec les moteurs essence 1.4i (75 ch), 1.6i 16v (110 ch) et avec le diesel 1.4 HDi (70 ch). Associé à ces moteurs, deux types de boîte de vitesses : manuelle 5 vitesses pour les deux 1.4 (essence et HDI) et robotisée Sensodrive uniquement pour le 1.6i.
Deux importants reproches sont faits à la C3 Pluriel : 
- La difficulté d'application de son concept de véhicule modulable en différentes carrosseries, ses arches étant lourdes à déplacer et encombrantes à stocker
- L'absence d'étanchéité du véhicule

## La Pluriel phase I (début 2003 - fin 2005)
Elle est reconnaissable à son tableau de bord bicolore noir – gris clair et à la toile de toit gris clair quand les arches le sont également, un afficheur central à segments, au répétiteur de clignotant translucide et un sélecteur de boite Sensodrive en 4 inversé. Niveau technique, c’est la seule qui a une architecture électrique multiplexée CAN/VAN.
À son lancement, la Pluriel est proposée uniquement en motorisation essence, la version HDi n’arrive qu’en 2004.
Elle est disponible à son lancement en 8 coloris, organisés par la marque en deux "pôles" :
pôle "lumière" :
- vert Lenz (arches gris Aluminium)
- bleu Lucia (arches gris Aluminium)
- orange Aérien (arches gris Fulminator)
- sable Bivouac (arches gris Fulminator)

pôle classique :
- gris Fulminator (arches gris Aluminium)
- rouge Ardent (arches gris Aluminium)
- vert Hurlevent (arches gris Aluminium)
- gris Aluminium (arches gris Fulminator)

À chaque niveau de motorisation correspond un niveau de finition.
Niveau 1.4 : ABS, AFU, essuie-glaces intermittents 2 vitesses, airbags frontaux et latéraux avant, verrouillage centralisé à distance, vitres avant et arrière électriques, toit ouvrant en toile électrique, banquette arrière rabattable 50/50, jantes acier en 15" avec enjoliveurs, alerte de survitesse…
Niveau 1.6 : idem 1.4 + projecteurs antibrouillard, radio CD 6 haut-parleurs et rétroviseurs électriques.
Les seules options étant :
- le pack Techno (tissu nid d’abeille + filet sur dossiers de sièges avant + coque de dossiers de sièges avant couleur carrosserie + siège passager réglable en hauteur + surtapis avant),
- le pack Clim (clim + pare-brise athermique + affichage de la température extérieure + allumage automatique des feux + essuie-glaces automatiques),
- le pack Confort (projecteurs antibrouillard + radio CD 6HP + rétroviseurs électriques + clim), jantes alliage "Coyote" et peinture métallisée.

Tarif :
- 1.4 : 14 200 €
- 1.6 : 16 900 €
- Pack Clim : 1 200 €
- Pack Techno : 230 €
- Jantes alliage : 400 €
- Peinture métallisée : 350 €
- Pack Confort : 1 155 €

Les options vont rapidement s’enrichir en 2004 avec l’ESP (500 €), le pack Cuir, le pack Alu (peinture gris Aluminium des protections + poignées + arches) en plus des packs précédents. À noter que le pack Techno devient le pack 3D. Une nouvelle couleur apparaît : bleu Paname, ainsi que la toute première série limitée (1000 ex.) : la Graphit. Disponible soit en gris Aluminium soit en gris Fulminator, avec les arches couleur carrosserie.

## La Pluriel phase II (fin 2005 - début 2008)
Elle est reconnaissable à son tableau de bord noir, à la toile de toit noire quand les arches le sont également, un afficheur central à pixels, des répétiteurs de clignotants transparents et un sélecteur de boite Sensodrive typé boîte automatique classique. Sur le plan technique, elle a une architecture électrique multiplexée CAN/CAN comme tous les véhicules du groupe PSA de cette époque.
Le nouveau tableau de bord ajoute quelques touches de gris aluminium (cerclage d’aérateurs, console centrale), possède un nouveau combiné digital avec une meilleure intégration de l’écran multifonction mais perd la prise 12 V.
De nouvelles couleurs font leur apparition et en remplacent d’autres (rouge Ardent, orange Aérien, jaune Lacerta, bleu Paname, gris Aluminium, noir Obsidien et crème Parthénon).
C’est aussi le début pour les « séries limitées » (limitées en termes de durée et non de production) : Côté Sud, Côté Ouest, So Chic (qui deviendra une finition à part entière).
Elle dispose d’un nouveau coloris crème Parthénon et peut enfin disposer du régulateur / limiteur de vitesse en monte origine et d’un radio CD MP3.
Tarif :
- 1,4 : 15 900 €
- 1,6 : 17 600 €
- 1,4 HDi : 17 300 €

## La Pluriel phase III (janvier 2008 à fin de production en juillet 2010)

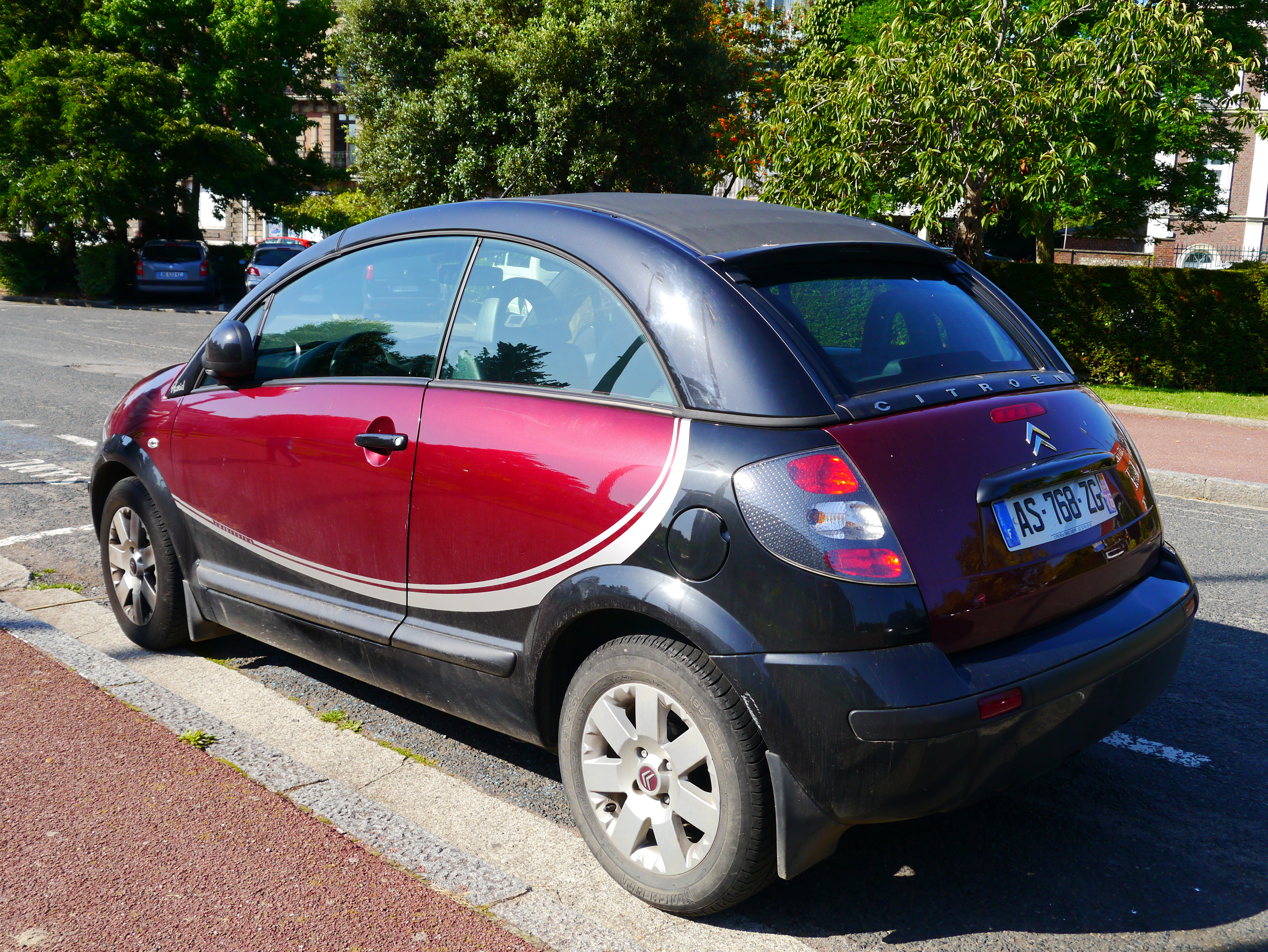
Citroën C3 Pluriel Charleston.

Le restylage concerne surtout l’extérieur : blocs optiques avant et arrière modifiés (clignotants orange à l’avant et masque de feux arrière noir), une grille de pare-chocs peinte en gris aluminium, rétroviseurs agrandis, logo Citroën avec chevrons plus grands.
À l’intérieur, peu de changement, seules les touches gris aluminium passent pour la plupart au chrome.
Deux couleurs font aussi leur apparition : le rouge Burlat et le bleu Belle-île, d'autres couleurs sont arrêtées. Subsistent: crème Parthénon, bleu Paname, noir Obsidien, rouge Ardent et gris Aluminium. Seule le crème Parthénon et le rouge Ardent sont opaques, les autres sont métallisées, supplément de 420 €.
La liste d'options est réduite : ESP (380 €), pack Alu (120 €) et kit mains libres Bluetooth (280 €).
Une nouvelle série spéciale fait son apparition pour le salon de Paris en octobre 2008 : la Pluriel Charleston du même nom que son aînée la 2CV Charleston.
Tarifs :
- 1,4 : 17 750 €
- 1,4 So Chic : 19 050 €
- 1,4 Charleston : 19 850 €
- 1,6 16v : 19 050 €
- 1,6 16v So Chic : 20 350 €
- 1,6 16v Charleston : 21 150 €
- 1,4 HDi : 19 250 €
- 1,4 HDi So Chic : 20 550 €
- 1,4 HDi Charleston : 21 350 €

La production est stoppée à l'été 2010. La C3 Pluriel n'a pas eu de remplaçante.

## Les séries spéciales sur Pluriel

### Modèles spéciaux
Tic Tac (France)
- série limitée à 4 exemplaires (2004) qui n’est pas commercialisée (lot d’un jeu concours Tic Tac).
- motorisation à confirmer
- 4 couleurs différentes (vert Lenz, bleu Lucia, orange Aérien, blanc)
- pack Clim et pack Techno en plus d’un diffuseur de parfum et de quelques écussons spécifiques

D&G (Italie)
- exemplaire unique (2004) vendu 25 750 € pour la recherche sur le cancer italienne (AIRC)
- motorisation 1.6i
- 1 couleur : rose
- jante alu "Coyote" et arches, poignées, coquilles de rétroviseurs et protections de carrosserie rose foncé
- écusson D&G sur ailes avant et volet de coffre
- intérieur cuir (tableau de bord et une partie des sièges) et tissus à fleur avec logo D&G, divers accessoires chromés.

Kartell (Italie)
- deux exemplaires (04/2004)
- 2 thèmes différents : un rouge Kartell et touches de noirs et un noir et touches de rouge Kartell, l'un étant le négatif de l'autre
- logos Kartell

### Séries spéciales
D&G 

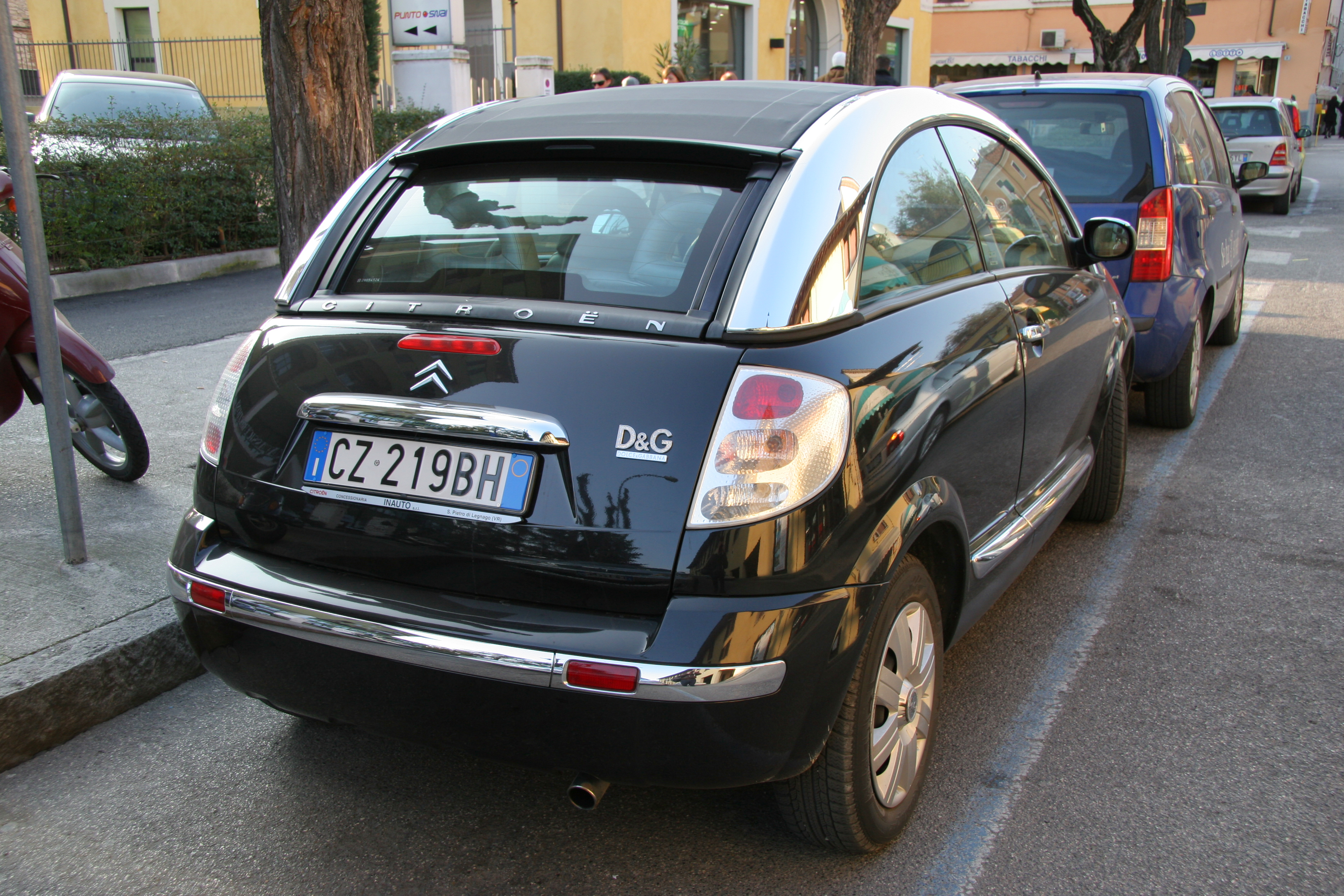
Citroën C3 Pluriel D&G

- série limitée à 1000 exemplaires (05/2004)
- motorisations de la gamme (3 moteurs)
- 2 couleurs : Noir Diamond + chrome et Diamond (gris Aluminium) + chrome
- Chrome sur les arches, les protections (pare-chocs et latérales), poignées, coquilles de rétroviseurs, sortie d’échappement, antenne et centres d’enjoliveurs de roues
- logo D&G sur ailes avant et volet de coffre
- intérieur cuir avec logo D&G, divers accessoires chromés (pommeau de vitesses, seuils de portes…) et tapis de sol en velours.

Tonic (Suisse)
- série spéciale (06/2004)
- motorisation 1.6i
- 3 couleurs : orange Aérien, gris Aluminium et rouge Ardent
- jantes en 17" Momo, sortie d'échappement chromée
- intérieur cuir assorti à la couleur carrosserie (bleu et gris pour le gris Aluminium, orange et gris pour le orange Aérien et noir et rouge pour le rouge Ardent)

Graphit (France)
- série limitée à 1000 exemplaires (03/2005)
- motorisations de la gamme (3 moteurs)
- 2 couleurs : gris Aluminium et gris Fulminator, arches couleur carrosserie
- antibrouillards, rétroviseurs électriques, jantes alliage "Coyote" et protections peintes couleur carrosserie
- sellerie spécifique assortie à la couleur de la carrosserie, pommeau translucide, volant cuir, climatisation, radio CD et cuir sur les poignées de portes intérieures.

Côte d’Azur (Belgique et Royaume-Uni)
- série spéciale (12/2005)
- motorisations de la gamme (3 moteurs) en Belgique, uniquement le 1.4i au Royaume-Uni
- 2 couleurs : gris Aluminium et bleu Grand pavois
- pack Alu, antibrouillards, rétros électriques, jantes alliage "Coyote" (1.6) et écussons spécifiques
- sellerie spécifique bleue, pommeau translucide bleu, volant cuir, pack Clim, coques des sièges peintes en gris Aluminium + filet, régulateur / limiteur de vitesse et surtapis avant.

Côté Sud (France)
- série spéciale (02/2006)
- motorisations de la gamme (3 moteurs)
- 2 couleurs : gris Aluminium et bleu Grand pavois
- pack Alu, antibrouillards, rétros électriques, enjoliveurs "Inca" et écussons spécifiques
- sellerie spécifique bleue, pommeau translucide bleu, volant cuir, climatisation, radio CD, coques des sièges peintes en gris Aluminium + filet, surtapis avant et cuir sur les poignées de portes

Caractère (Pays-Bas)
- série spéciale (05/2006) limitée à 60 exemplaires
- 1 couleur : bleu Grand Pavois
- 2 motorisations : 1.4i et 1.6

Tonic (Suisse)
- série spéciale (06/2006)
- motorisation 1.4i
- 2 couleurs : gris Aluminium et bleu Grand pavois
- pack Alu, enjoliveurs "Inca" et écussons spécifiques
- sellerie spécifique bleue et radio CD

Latte (Royaume-Uni)
- série spéciale (07/2006)
- motorisation 1.4i

So Chic (France)
- série spéciale (10/2006)
- motorisations de la gamme (3 moteurs)
- 2 couleurs : noir Obsidien et crème Parthénon (arches gris Fulminator pour les deux)
- antibrouillards, rétros électriques, jante alliage "Coyote", phares et essuie-glaces automatiques et écussons spécifiques
- intérieur cuir "Claudia" avec partie supérieure des sièges en cuir assorti à la couleur carrosserie, volant cuir, climatisation automatique, radio CD

Côté ouest (France), Aquarelle (Belgique)
- série spéciale (03/2007)
- motorisations de la gamme (3 moteurs)
- 2 couleurs : gris Aluminium et crème Parthénon (arches gris Fulminator pour les deux)
- antibrouillards, enjoliveur "Inca" et écussons spécifiques
- sellerie spécifique Prune, pommeau translucide rouge, volant cuir, climatisation, radio CD, coques des sièges peintes en crème Parthénon + filet, surtapis avant et cuir sur les poignées de portes

Sundek (Italie)
- série spéciale (04/2007)
- motorisations de la gamme (3 moteurs)
- 1 couleur : bianco Mandoria
- antibrouillards, rétros électriques, protections peintes couleur carrosserie et écussons spécifiques
- sellerie spécifique Bayadère, seuils de portes spécifiques, volant cuir, climatisation, connectivité pour iPod et livrée avec un ensemble de plage (maillots de bain, sandales, serviettes)

Image (Pays-Bas)
- série spéciale (08/2007)

Kiwi (Royaume-Uni)
- série spéciale (10/2007)
- motorisation 1.4i
- 1 couleur : jaune Lacerta

Costa Azul (Espagne)
- série spéciale (11/2007)
- motorisations de la gamme (3 moteurs)

Dolce Vita (Belgique)
- série spéciale (février 2008)

Code (Royaume-Uni)
- série spéciale (février 2009)
- 1 couleur : noir
- motorisation 1.4i

Gold by Pinko (Italie)
- série spéciale (mars 2008)
- arches de toit, poignées de portes, sigles, coquilles de rétroviseurs dorés
- sellerie cuir pleine fleur "poudré" avec surpiqûre en fil d'or et éléments dorés
- logos Pinko

Freeride (Suisse)
- série spéciale (2008)
- motorisation 1.4i
- 4 couleurs : gris Aluminium, crème Parthenon, rouge Burlat et noir Obsidien
- jantes alliage "Coyote"
- climatisation, radio CD et limiteur / régulateur de vitesse

Collection (Belgique)
- série spéciale (mars 2010)

## Fiche technique et performances
|                            | 1.4 75                 | 1.6 110                | 1.4 HDi 70                |
| -------------------------- | ---------------------- | ---------------------- | ------------------------- |
| Cylindrée                  | 1 360                  | 1 587                  | 1 398                     |
| Architecture               | 4 cylindres (type TU)  | 4 cylindres (type TU)  | 4 cylindres (type DV/DLD) |
| Puissance maxi             | 73 ch à 5 400 tr/min   | 109 ch à 5 750 tr/min  | 68 ch à 4 000 tr/min      |
| Couple maxi                | 118 N m à 3 300 tr/min | 147 N m à 4 000 tr/min | 160 N m à 2 000 tr/min    |
| Boîte de vitesses          | BVM5                   | Sensodrive             | BVM5                      |
| Vitesse maxi               | 160                    | 188                    | 158                       |
| 0-100 km/h                 | 13,9                   | 13                     | 16,1                      |
| Consommation (en L/100 km) | 6,8                    | 6,7                    | 4,7                       |
| Émissions de CO2 (en g/km) | 160                    | 160                    | 125                       |